# Giovo
Giovo település Olaszországban, Trento megyében. Lakosainak száma 2537 fő (2023. január 1.). Giovo Cembra Lisignago, Lavis, Salorno, Trento, Albiano, Mezzocorona és San Michele all’Adige községekkel határos.

## Népesség
A település népességének változása:
| Lakosok száma | 2530 | 2521 | 2537 |
|               | 2017 | 2018 | 2023 |